# Villiers-Louis
Villiers-Louis település Franciaországban, Yonne megyében. Lakosainak száma 463 fő (2022. január 1.). Villiers-Louis Fontaine-la-Gaillarde, Malay-le-Petit, Pont-sur-Vanne, Saligny és Les Vallées de la Vanne községekkel határos.

## Népesség
A település népessége az elmúlt években az alábbi módon változott:
| Lakosok száma | 445  | 443  | 465  | 457  | 464  | 467  | 470  | 475  | 463  |
|               | 2013 | 2015 | 2016 | 2017 | 2018 | 2019 | 2020 | 2021 | 2022 |